# Fort Lupton
Fort Lupton – miasto w Stanach Zjednoczonych, w stanie Kolorado, w hrabstwie Weld.